# La Vie active
La Vie active est une association loi de 1901 fondée en 1964 et reconnue d'utilité publique en 2002 qui œuvre pour la prise en charge et l'accompagnement des personnes handicapées dans le Pas-de-Calais.
Avec 4124 salariés dont 1078 travailleurs handicapés, elle est le deuxième plus gros employeur du département. Son président est Jean-Marie Alexandre.
Elle s’est d’abord développée autour des missions d’accompagnement des personnes en situation de handicap, puis plus largement au travers de politiques éducatives et d’insertion par le travail en élargissant son public aux enfants et adultes au-delà de la question du handicap.

## Histoire
L’association est créée en 1964 sous l’acronyme ALEFPJ, pour Association laïque pour l’éducation et la formation professionnelle de la jeunesse par un groupe d’enseignants du Syndicat National des Instituteurs (SNI), et notamment par Pierre Talleux, son président fondateur.
En 1968, elle créée 18 établissements à destination d’enfants et d’adolescents déficients intellectuels grâce au financement de ses adhérents.
En 1988, elle change de nom au profit de La Vie active pour diversifier ses activités dans le spectre médico-social de la petite enfance à la gestion d'EHPAD et se déployer nationalement.
Le 11 janvier 2002, elle est reconnue d'Utilité Publique.
Elle s’est vu confier en janvier 2015 la gestion du centre Jules Ferry en bordure du terrain bidonville, ou Jungle de Calais, accueillant les plus de 10 000 personnes bloquées à la frontière jusqu'à son expulsion en 2016. Le centre géré par l'association met à disposition des places d'hébergement pour femmes et enfants ansi que des repas, puis des douches et charges de téléphones dans un second temps.
En septembre 2017, elle ouvre le premier des trois centres d’accueil et d’évaluation des situations qui succèdent aux Centre d'accueil et d'orientation créés en 2015.
Emmanuel Macron, alors président de la république en visite à Calais en janvier 2018, déclare sous des principes humanitaires vouloir que l’État prenne à sa charge à Calais les distributions d’eau et de nourriture. La Vie active sera alors mandatée par la préfecture pour mettre en œuvre le dispositif.